# 舆论调查
舆论调查又称民意测验、民意调查或民调（英語：Public Opinion Poll、Opinion Poll、Poll），是一种了解公众对某些政治、经济、社会问题與政策的意见和态度，由專業民調公司、媒體或是政府單位進行的调查方法，其目的在于通过網路、電話、或書面等媒介对大量样本的问卷调查抽樣，来嘗試在統計學上较为客观、精确地推論社会舆论或民意动向。

## 歷史
1824年美國總統選舉中，哈里斯堡賓州人報（英語：The Harrisburg Pennsylvanian）詢問路過的行人要投票給亞當斯或傑克遜，成為民意調查濫觴。1936年美國總統選舉蓋洛普成立美國民意調查所，與成功預測1916年、1920年、1924年、1928年與1932年選舉結果的「文學文摘」（英語：Literary Digest）同時預測選舉結果，結果蓋洛普成功預測選舉結果，但文學文摘預測失敗，蓋洛普宣稱文學文摘數千萬份的龐大讀者樣本預測失敗原因在於：讀者嚴重偏向高收入且對羅斯福總統社會與經濟政策高度不滿的民眾。

## 意義
民意調查的意義是為了瞭解大多數民眾的看法、意見、利益與需求，以科學、系統與公正的資料蒐集可以代表全部群眾（母體）的部分群眾（抽樣），設計問卷題目後以人工或電腦詢問部分民眾對特定議題的看法與評價，用抽樣出來部分民眾的意見與看法來推論目前全部民眾意見與看法，衡量社會與政治的狀態，並且公布其民意調查媒介、抽樣方法、信心水準、樣本數以及樣本數與母體數量差距的誤差等數據以代表民意。常見的信心水準有95%、99.7%兩種，誤差值有2%、3%或5%三種，牽涉的抽樣數量則介於400、900、1,112、2,500與5,625等抽樣數，其中又以信心水準95%，誤差值3%，有效抽樣數1,112較常用。如何平等的從全部群眾中隨機選擇足夠多抽樣、具代表性的群眾，成為影響民意調查準確性的重要因素。
蓋洛普對於民意調查的理念：對每個重大議題做民意調查，因為民調是民主的必備要素，我們需要無時無刻都知道民眾的意志，因為這樣可以將政治還諸於民。

## 可信度
由政府進行的政府施政滿意度的民意調查可能發生弊端，2008年末在中國十七大的全面建設小康社會目標中，江蘇省市級民意調查關於施政滿意度為94.8%，但事後調查發現為了配合民意調查，政府單位層層宣導要求家裡有電話的受訪群眾按照標準答案回答，並且有中小學校為了這次民意調查特別放假一天，請學生熟背民意調查標準答案在家中電話機旁協助家長應對電話調查，產生沒有可信度的民意調查結果。
目前可以驗證民意調查正確性的是選舉民意調查，因為在民意調查結果可以跟選舉完成後的選票數字比較，以驗證民意調查的正確性。
通常越接近選舉投票的日期所做的民意調查，結果會越接近投票的實際票數分布，在美國1952年到2012年的全國總統大選中，選前各家民意調查機構的調查結果平均跟實際投票結果誤差在1.5%以內，其中包括採樣誤差與投票前最後一次民意調查到投票日之間的民意改變動向，代表民意調查數據在美國全國的規模中有一定的參考價值。
2016年美國總統選舉與英國脫歐公投兩大事件皆顯示專業民意調查結果並不能代表全部民意。
隨著時代演進人們生活型態轉變，住宅電話的抽樣底冊涵蓋率縮小且拒訪率上升，較難接觸到年輕族群意見，使用室內電話、行動電話與網路的多元調查方法才能涵蓋更多民眾，提高民意調查的準確率。

## 誤差
民意調查的誤差來源有正確性與民眾信任程度、民意調查過程技術面（英語：Interviewing Effect）跟機構效應（英語：House Effect）三種。
正確性與民眾信任程度的誤差，是因為除了選舉投票以外的民意調查，比如政府施政或是政策滿意度等都是不可驗證的，因此會有一定比例的民眾不信任民意調查結果；民意調查機構之間也可能出現從眾效應造成大幅度的誤差，2015年英國大選所有民意調查機構同時相信工黨 (英國)與自由民主黨 (英國)的勝選機率較高，因此發布的調查結果相當一致，結果卻是保守黨 (英國)勝選，降低民眾對民意調查的信任程度。
過程技術面的誤差則是關於抽樣不符合統計科學隨機性、問卷題目設計有預設立場、採訪員的誘導與誤導、訪問過程的記錄與監督不夠確實造成舞弊或是數據蒐集後的分析方法不夠專業都會造成誤差。
機構效應則是指政黨利用民意調查作為政治攻防工具，設計有預設立場、正面政治宣傳或是負面攻擊政敵資訊的問卷題目，選擇對預設立場有利的抽樣母體，只是想用民意調查數據為政黨利益背書，因為某些民意調查機構操弄民意造成拒訪率較高，損害民意調查公信力。

## 法律
美國國會會要求民意機構對大眾公布抽樣與統計方法；由於科技的進步，民意調查已經開始進入行動電話等媒介，但是在美國因為法律規定禁止自動撥號到行動電話，造成民調不能反映科技進步後的真實民意。

## 影響
公布民意調查的結果也可能影響正在形塑中的民意動向。

## 外部連結
民意調查公司
- 山水民意研究股份有限公司 （页面存档备份，存于）
- 台灣議題研究中心 （页面存档备份，存于）
- 台灣指標民調 （页面存档备份，存于）
- 畢肯市場股份有限公司 （页面存档备份，存于）
- 趨勢民意調查股份有限公司 （页面存档备份，存于）
- 循證民調有限公司 （页面存档备份，存于）
- 典通股份有限公司 （页面存档备份，存于）

智庫民意調查
- 台灣民意教育基金會 （页面存档备份，存于）
- 凱達格蘭基金會．民意調查 （页面存档备份，存于）
- 中華民意研究協會

媒體民意調查
- TVBS新聞·民調中心 （页面存档备份，存于）
- ETtoday 民調雲 （页面存档备份，存于）
- 遠見研究調查 （页面存档备份，存于）
- 旺民調 （页面存档备份，存于） （艾普羅民意調查、前中國時報民意調查中心）
- 全方位市場調查 （页面存档备份，存于） （前東森電視民意調查團隊）
- 聯合行銷研究股份有限公司 （页面存档备份，存于）（前聯合報系民意調查中心）
- 全國公信力民意調查 （页面存档备份，存于）

學術機構民意調查
- 政治大學選舉研究中心·資料庫 （页面存档备份，存于）
- 國立中山大學民意與市場調查研究中心 （页面存档备份，存于）
- 世新大學知識經濟發展研究院·民意調查研究中心 （页面存档备份，存于）

政府民意調查
- 國家發展委員會·民意調查 （页面存档备份，存于）
- 中華民國·大陸委員會·民意調查 （页面存档备份，存于）